# Riccardo Bruzzani
Riccardo Bruzzani (Monsummano Terme, 16 giugno 1946) è un politico italiano.

## Biografia
Esponente del Partito Comunista Italiano, ricoprì la carica di deputato per due legislature, venendo eletto alle politiche del 1983 (17.641 preferenze) e alle politiche del 1987 (13.975 preferenze).
Nel 1991 aderì al Partito Democratico della Sinistra.
Terminato il mandato parlamentare nel 1992, è successivamente divenuto direttore di Confesercenti della provincia di Pistoia.